# Hôpital Charles-Le Moyne

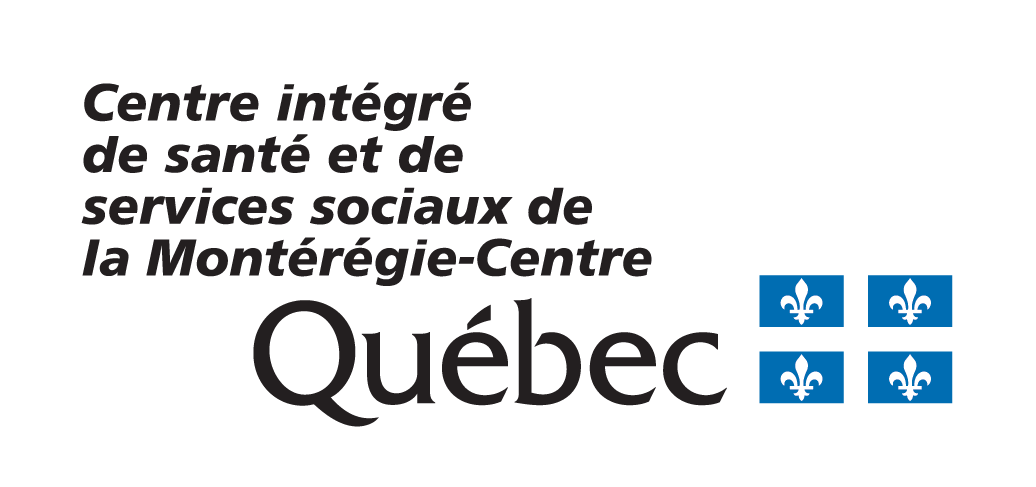

Pour les articles homonymes, voir Le Moyne.
L'Hôpital Charles-LeMoyne, situé à Greenfield Park, est un centre régional de soins de courte durée offrant des soins hospitaliers et ambulatoires généraux, spécialisés et surspécialisés. Affilié à l'Université de Sherbrooke, il est chargé d'accueillir et de former des étudiants en médecine, en sciences infirmières et autres secteurs multidisciplinaires. Il est reconnu notamment comme centre de référence régional en cancérologie, en pédopsychiatrie, en neurochirurgie et en biologie médicale, ainsi que pour son centre de recherche axé sur les interventions novatrices en santé. L'HCLM est aussi un centre désigné secondaire en traumatologie. L’HCLM compte environ 3 200 employés dont près de 1 600 en soins infirmiers, 500 professionnels et techniciens de la santé ainsi que 440 médecins omnipraticiens et spécialistes et environ 160 bénévoles. Son budget annuel est de plus de 230 M $.

## Statistiques
- Centre régional et universitaire de la Montérégie
- Affilié à l'Université de Sherbrooke
- Bassin de 1,4 million d'habitants
- 440 médecins omnipraticiens et médecins spécialistes
- 1 600 infirmières
- 500 professionnels et techniciens de la santé
- 3 200 employés
- 571 lits au permis
- 230 millions de dollars en budget

## Historique
L'ouverture de l'Hôpital Charles LeMoyne en 1966 fut l'aboutissement de près de vingt ans d'efforts en vue d'établir un grand hôpital général sur la Rive-Sud de Montréal. Les travaux de construction ont commencé le 25 octobre 1962 et se sont terminés précisément trois ans plus tard. L'hôpital accueillait ses premiers patients le 21 mars 1966 dans les 125 lits et les 30 berceaux dont il disposait. L'hôpital tire son nom du premier seigneur de la région, Charles LeMoyne.
- En 1965, fin à travaux de l'Hôpital Charles-LeMoyne.
- En 1969, l'hôpital se dote d'une unité de soins intensifs.
- En 1973, l'ouverture d'un centre de jour en psychiatrie constitue une des premières expériences du genre au Québec.
- En 1974, l'hôpital se dotait d'un département de santé communautaire et se portait acquéreur des immeubles situés au 190, rue Labonté à Longueuil, pour y organiser un centre de jour et une clinique externe pour patients psychiatriques adultes, en plus d'y aménager une unité coronarienne.
- En 1975, l'Hôpital Charles LeMoyne demeure pour la troisième année d'affilée l'institution où l'on pratique le plus d'accouchements au Québec. L'affluence, calculée en fonction des demandes de service, se traduit dans les années 1976 à 1978 par l'adoption d'un programme d'agrandissement. On s'attaquera notamment à la transformation de l'urgence et, en 1977, à la construction d'un pavillon de 100 lits en psychiatrie.
- En 1978, on procède à l'agrandissement de l'urgence.
- En 1980, l'Association des auxiliaires bénévoles est créée.
- En 1984, on réaménage les soins intensifs.
- En 1985, l'hôpital s'engage dans une approche très dynamique en vue, entre autres, de robotiser ses laboratoires, de procéder à une informatisation de ses systèmes.

L'Hôpital Charles LeMoyne est devenu en 1991 le seul centre affilié à l'Université de Sherbrooke en Montérégie. 
Depuis 1992, l'Hôpital Charles LeMoyne est un centre hospitalier de soins généraux, spécialisés et ultraspécialisés (neurochirurgie, chirurgie thoracique et vasculaire, dialyse rénale), affilié à l'Université de Sherbrooke pour les programmes d'enseignement suivants : médecine interne, psychiatrie, chirurgie, santé publique et médecine familiale.
En 1992, grâce à son affiliation avec l'Université de Sherbrooke, l'Hôpital Charles LeMoyne commence à offrir des programmes de formation postdoctorale et à contribuer à l'essor d'un centre de recherche.
En 1994, l'établissement inaugure son Centre tertiaire de traumatologie, complétant ainsi le réseau des quatre grands centres de traumatologie du Québec. L'Hôpital Charles LeMoyne offre des services de première ligne avec, entre autres, une salle d'urgence accueillant près de 80 000 visiteurs annuellement.
Depuis 1995, l'Hôpital Charles LeMoyne appuie le développement des activités de recherche et a mis en place, à cette fin, un Centre de recherche.
Depuis 1998, l'hôpital a connu un développement accéléré de ses activités et a reçu de nouveaux mandats confiés par la Régie régionale de la Santé et des Services sociaux de la Montérégie, qui reconnaît son rôle de premier plan aux niveaux régional et suprarégional. 
En 1999, la construction du pavillon de réadaptation commence et, l'année suivante, c'est la mise en œuvre de ses volets cliniques, sa spécialisation en traumatologie et son programme de recherche et d'enseignement.
En plus de l'ouverture du centre intégré de lutte contre le cancer de la Montérégie, le 28 janvier 1999, on procède par ailleurs à la signature d'un contrat d'affiliation entre l'Hôpital Charles LeMoyne et l'Université de Sherbrooke, confirmant ainsi la mission d'enseignement de l'institution hospitalière.
Affilié à l'Université de Sherbrooke, l'Hôpital Charles LeMoyne est l'un des dix centres hospitaliers de courte durée par importance au Québec et possède la deuxième salle d'urgence la plus achalandée de la province. En plus d'être l'hôpital régional de la Montérégie, l'institution s'assure du développement des services spécialisés et ultraspécialisés et agit à titre d'hôpital de référence et d'établissement communautaire et universitaire.
En 2000, c'est l'ouverture d'une résidence de réadaptation en santé mentale.
En avril 2002, l'hôpital est accrédité comme centre tertiaire en traumatologie pour une période de cinq ans.
En novembre 2002, l'hôpital est nommé le Centre désigné de la grande région de Longueuil pour recevoir les enfants de 0 à 13 ans victimes d'agressions sexuelles, par la Régie régionale de la santé et des services sociaux de la Montérégie.
En novembre 2002, l'hôpital inaugure son Unité de résonance magnétique.
En mars 2003, l'hôpital inaugure sa Clinique externe de néphrologie à St-Lambert.
En 2007, l'hôpital est reconnu comme centre de référence régional en traumatologie.
En 2010, l'hôpital ouvre son deuxième centre externe de néphrologie, situé à Greenfield Park.
En juin 2011, le premier ministre, monsieur Jean Charest, accompagné du ministre de la Santé et des Services sociaux, le Dr Yves Bolduc, et de la ministre du Tourisme, ministre responsable de la Montérégie et députée de Laporte, madame Nicole Ménard, a inauguré le Centre intégré de cancérologie de la Montérégie.
En septembre 2011, le Registraire des entreprises du Québec a procédé à l'émission des lettres patentes créant le Centre de santé et de services sociaux Champlain—Charles Le Moyne, constitué de l'Hôpital Charles LeMoyne et du Centre de santé et de services sociaux Champlain.
L'hôpital est agréé par le Conseil canadien d'agrément des services de santé depuis 1977.

## Directeurs généraux
- Gérard Lanoue (1966-1984)
- Jean-Pierre Montpetit (1985-1998)
- Michel Larivière (1998-2001)
- Yves Benoît (2001-2007)
- Daniel Laframboise, directeur général intérimaire (avril 2002-octobre 2002)
- Luc-André Gagnon, directeur général intérimaire (2007-2008)
- Yvan Gendron (2008-2011)
- Michel Gervais, directeur général intérimaire 2011-

## Présidents du conseil d'administration
- Antoine Desmarais (1964-1967)
- Antoine Spickler (1967-1969)
- Raymond Soucie (avril 1969-décembre 1969)
- Jean E. Gravel (1970-1971)
- Eugène Handfield (1971-1973)
- Claude Tessier (1973-1976)
- Guy Pratt (1976-1981)
- Cécile Vermette Roy (1981-1985)
- Léo Guibault (1985-1987)
- Jean-Yves Crête (1987-1989)
- Michel Lamarre, intérimaire (août 1989-septembre 1989)
- Jean-Guy Berthiaume(1989-1993)
- Paulin Hovington(1993-2008)
- Marc Duclos 2008-